# Watichelus smithi
Watichelus smithi är en mångfotingart som först beskrevs av Chamberlin 1947.  Watichelus smithi ingår i släktet Watichelus och familjen Atopetholidae. Inga underarter finns listade i Catalogue of Life.